# Blassfuß-Waldsänger
Der Blassfuß-Waldsänger (Leucopeza semperi) auch Blassfußwaldsänger ist ein extrem seltener oder bereits ausgestorbener Singvogel aus der Familie der Waldsänger. Er ist oder war auf der Insel St. Lucia endemisch und ist die einzige bekannte Art der Gattung Leucopeza. Der Gattungsname ist die griechische Ableitung der kreolischen Bezeichnung pied blanc und bedeutet „weiße Füße“. Das Artepitheton ehrt Reverend John E. Semper, der in den 1870er Jahren das Typusexemplar sammelte.

## Beschreibung
Der Blassfuß-Waldsänger erreicht eine Länge von 14,5 Zentimetern. Das Gefieder der Altvögel ist dunkelgrau an der Oberseite und grauweiß an der Unterseite. Die Jungvögel sind oberseits bräunlichgrau und  an der Unterseite gelbbraun. Die Beine sind hellgelb. Der Ruf besteht aus Tönen, die sich wie tuck-tick-tick-tuck anhören. 

## Lebensraum und Lebensweise
Der Blassfuß-Waldsänger lebt im Unterholz von Bergwäldern. Über seine Lebensweise ist nichts bekannt; er ist aber vermutlich ein Bodenbrüter.

## Status
Der Blassfuß-Waldsänger war im 19. Jahrhundert noch ziemlich häufig, aber es gibt nur eine Handvoll Beobachtungen aus dem 20. Jahrhundert. Laut dem Ornithologen James Bond, einem der führenden Experten der karibischen Avifauna, wurde ein Weibchen im Jahre 1934 am Gipfel des Piton Flores erlegt. Ein weiteres Individuum wurde im März 1947 zwischen dem Piton Lacombe und dem Piton Canaries gesichtet. Der letzte zuverlässige Nachweis stammt aus dem Jahre 1961. Obwohl es 1965, 1972, 1989, 1995 und 2003 lediglich unbestätigte Hinweise gab, besteht eine schwache Hoffnung auf eine Wiederentdeckung, da noch einige unberührte Waldgebiete vorhanden sind. Gründe für seinen Rückgang waren vermutlich eingeführte Mungos sowie Lebensraumzerstörung.